# Honda VFR
La Honda VFR è una famiglia di motociclette stradali prodotta dalla casa motociclistica giapponese Honda dal 1986, dopo essere stata presentata ufficialmente l'anno precedente.

## Il contesto

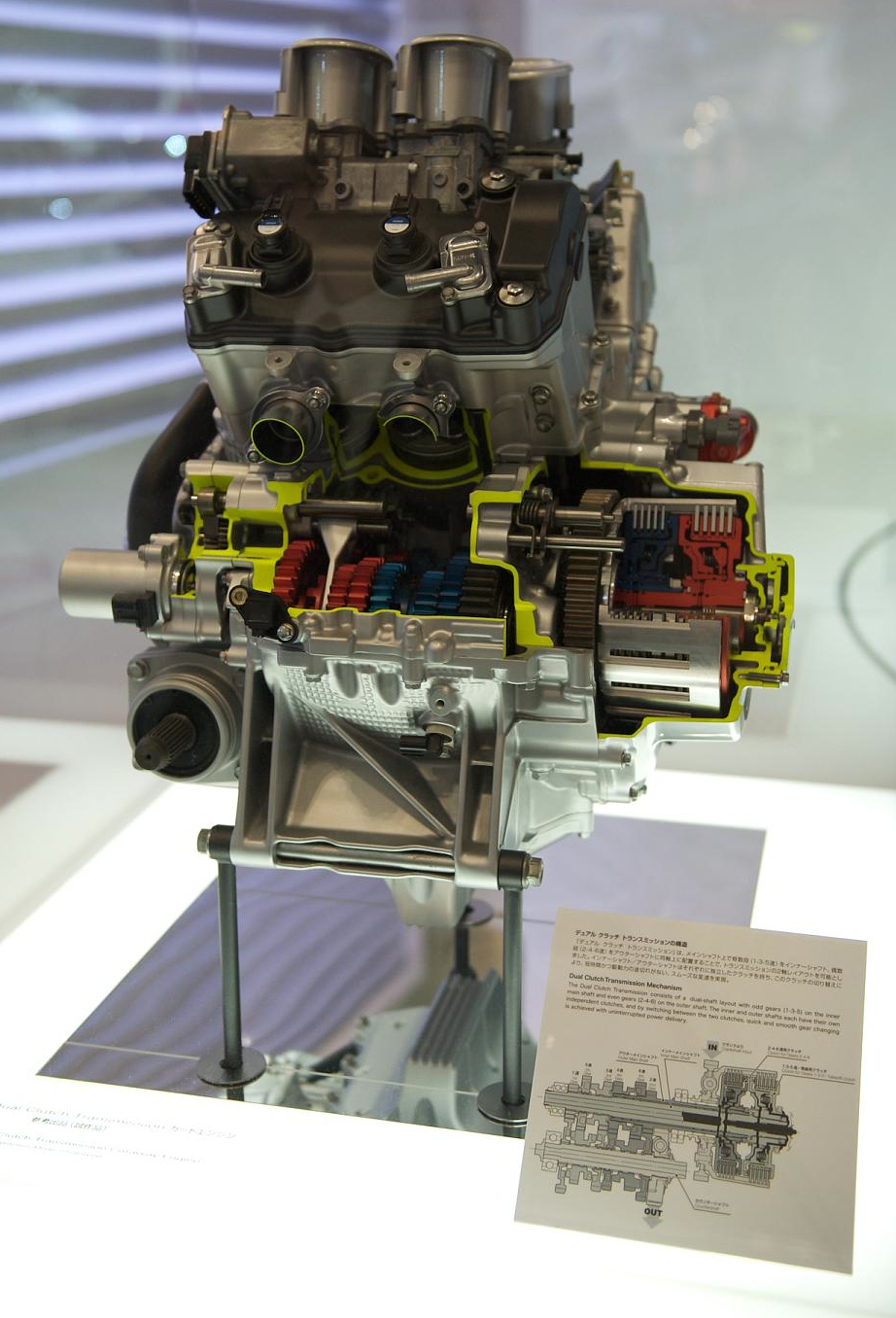
Motore a doppia frizione della 1200

La moto è una stradale carenata per uso sportivo e turistico, dotata di soluzioni non usuali.
La VFR si contraddistingue, da quando è stata progettata, per l'adozione dell'architettura a V del motore, un 4 cilindri a V di 90°.

## VFR 750F (1986-1998)
La VFR750F (RC24) da 748 cc è stata introdotta nel 1986. Si caratterizza per avere un telaio in lega leggera, distribuzione a cascata d'ingranaggi. Questa versione è stata sottoposta alle molteplici modifiche nel corso degli anni, che includono la maggiorazione delle dimensioni delle ruote, incremento del diametro delle forcelle e modifiche alla fanaleria e alle carenature.

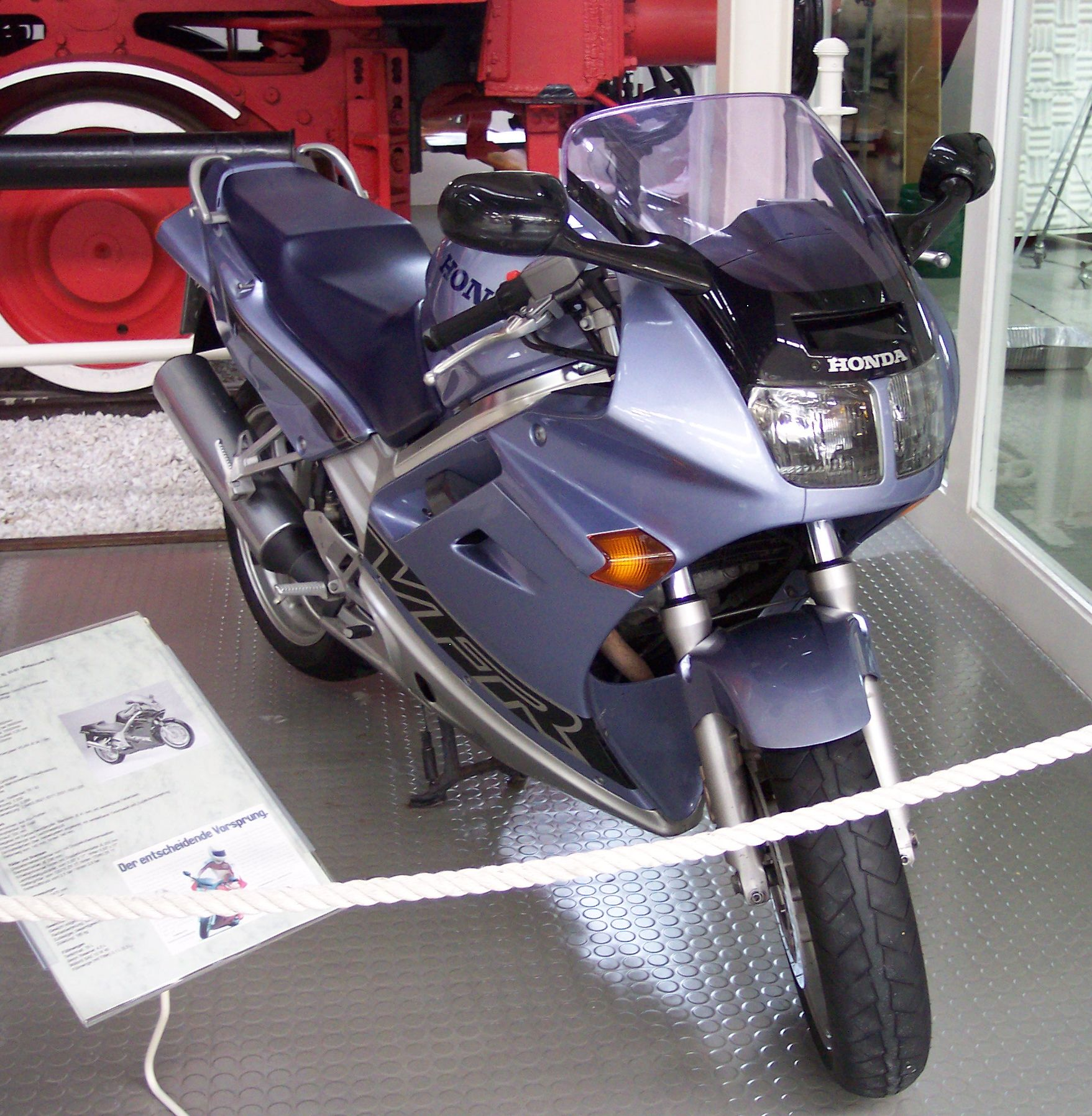
VFR 750 F RC36

## VFR 800 (1998-)
Successivamente è stata una nuova serie della VFR, designata come "VFR 800", che presenta varie innovazioni, tra cui un forcellone monobraccio, frenata combinata, ABS e sistema VTEC. La distribuzione ad ingranaggi è stata abbandonata in favore di una a catena.
Inoltre c'è stata una riprogettazione totale del motore con uno nuovo basamento derivato dall'RVF750R (RC45) e un leggero aumento della cilindrata.

## VFR 1200F (2010-2016)

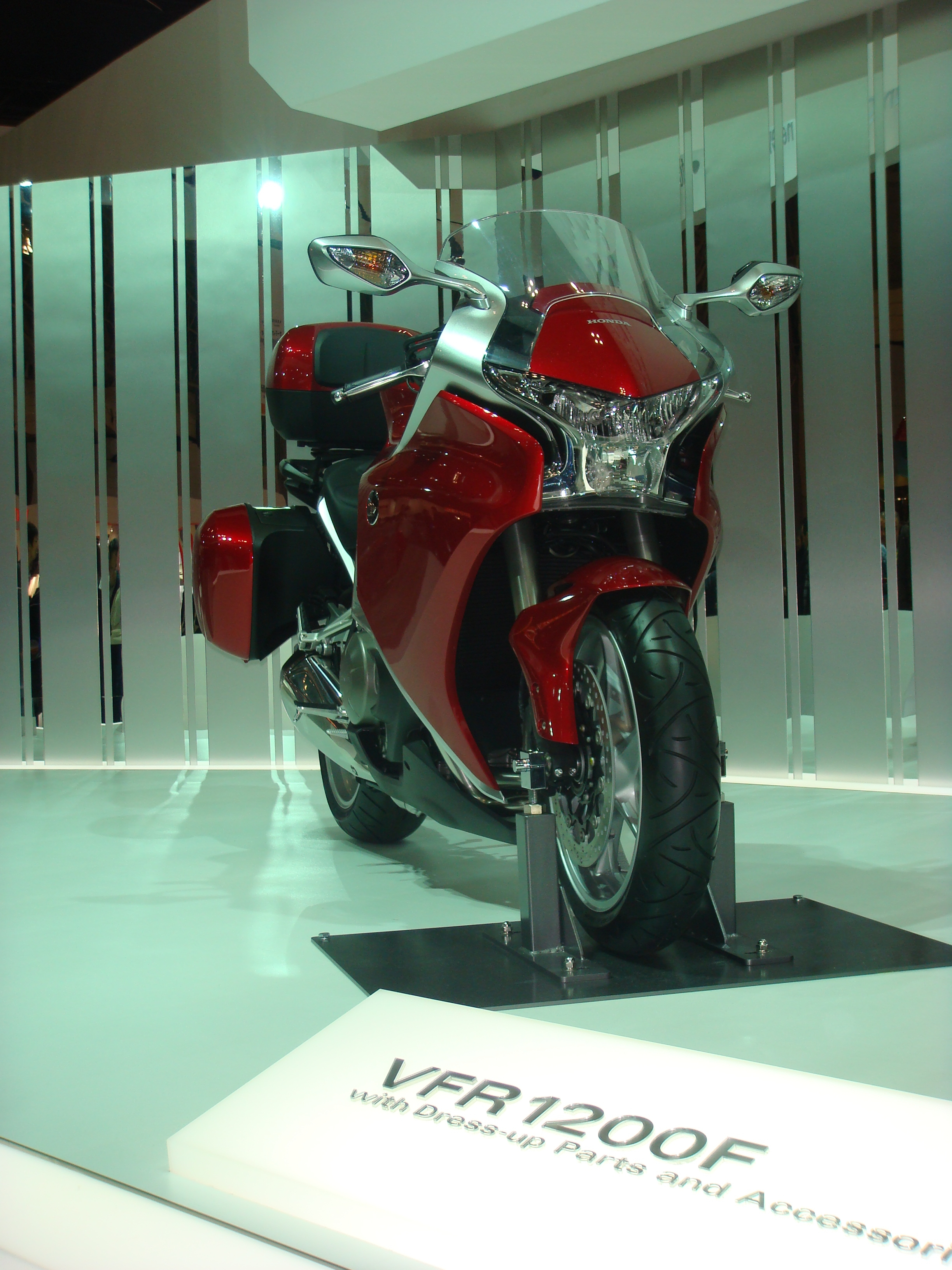
Honda VFR 1200F

Presentata inizialmente al Motor Show di Tokyo nell'ottobre 2009, nel 2010 viene messa in commercio la Honda VFR 1200F. Il nuovo motore SOHC V4 ad angolo stretto da 1200 cc non utilizza il sistema V-TEC tecnica delle VFR più piccole. Ha una trasmissione a doppia frizione a sei marce con tre modalità: automatica, sportiva e manuale. 

## Versioni sportive

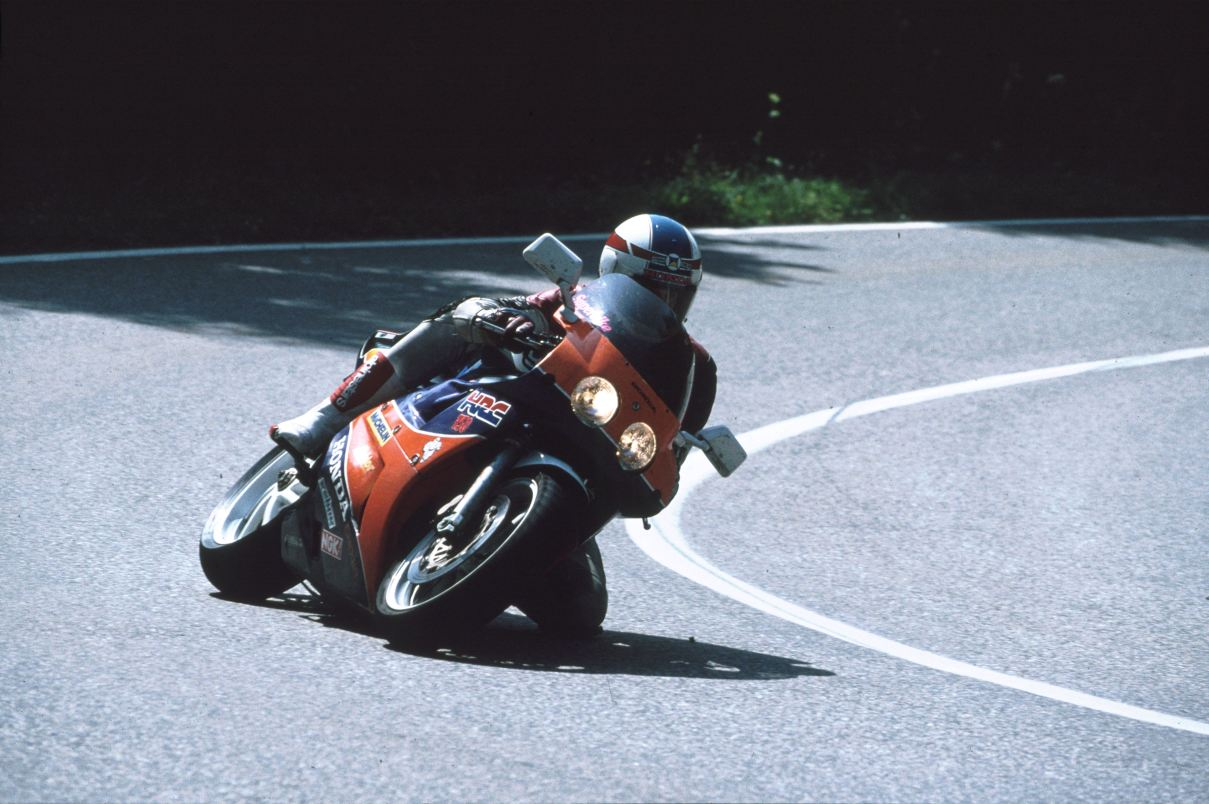
VFR750R - RC30

Alla fine degli anni ottanta veniva concepita la versione "cattiva" della VFR, che aveva caratteristiche tecniche applicate in funzione di un impiego sportivo della moto.
Infatti, nel 1987 venivano presentate le versioni "R" (Racing), della VFR:
- VFR400R - sigla di fabbrica NC 24 (da 400 cm³)
- VFR750R - sigla di fabbrica RC 30 (da 750 cm³)
- RVF750R - sigla di fabbrica RC 45 (da 750 cm³).

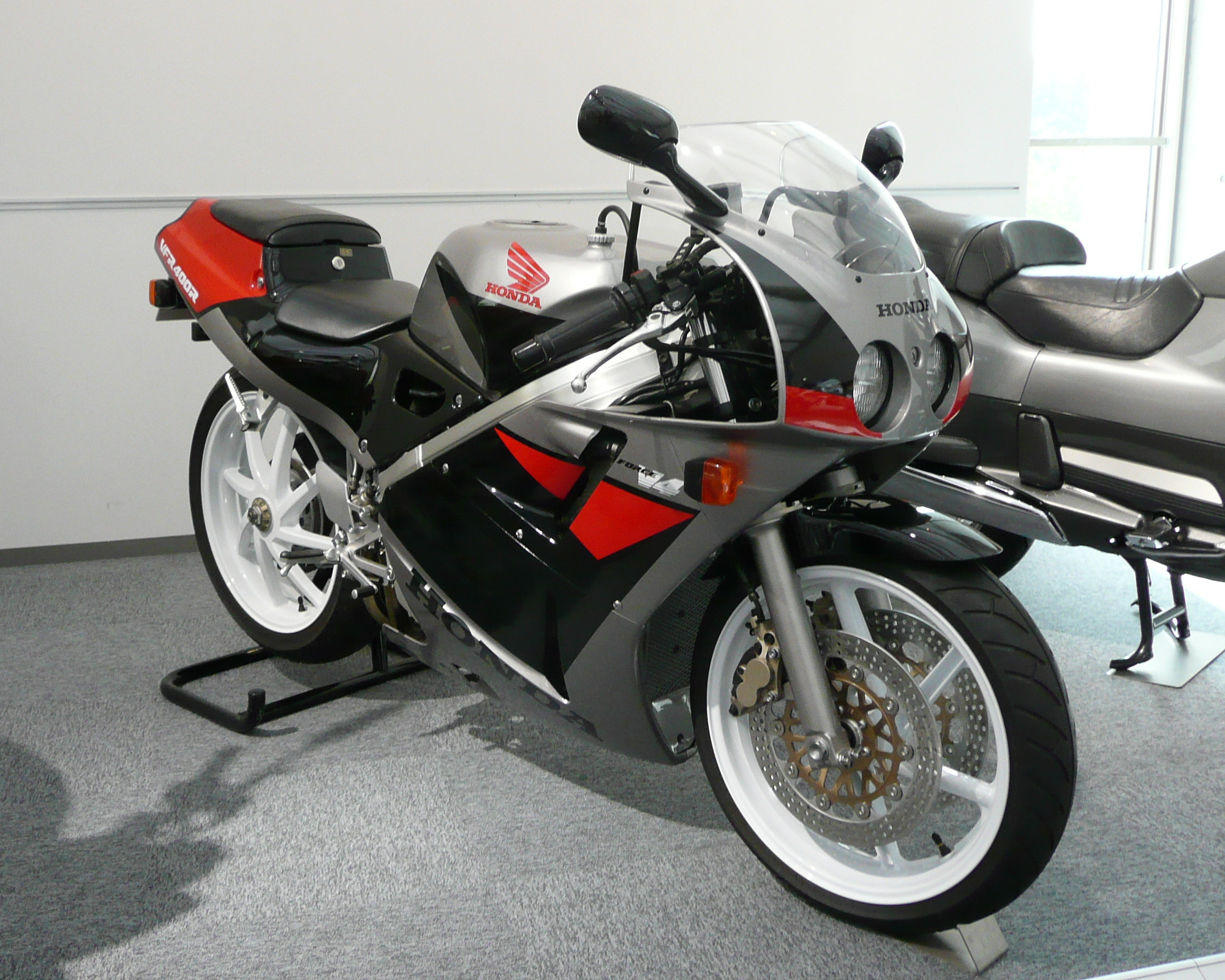
VFR400R - NC30

Entrambe le versioni differivano dal modello F (Factory) per avere il doppio fanale anteriore circolare, posizione di guida decisamente più sportiva, pedane arretrate e scarico posizionato a sinistra anziché a destra; il passeggero non poteva sedere sulla RVF, mentre sulla VFR400R era visibile un piccolo strapuntino sulla coda, ragion per cui questi modelli erano pensati per chi aveva intenzione di sfruttarli lontano dal traffico cittadino.

La versione da 400 cm³ non era disponibile in Italia se non tramite importazione parallela.
La colorazione era la classica HRC bianca, rossa e blu.

## Versioni derivate
Nel 2010, la Honda presenta due nuove versioni da affiancare alla VFR1200F: la CrossRunner e la CrossTourer, la prima diversa nell'impostazione di guida ma comunque basata sul motore V4 da 800 cm³ della VTEC, e la seconda con caratteristiche di una "Adventure", ma con il motore V4 1200 della VFR1200F. In entrambi i casi, risalta la tipologia "Cross"; infatti il nome (Crossover), che doveva indicare una tipologia di moto, diventa una parte del nome dei due modelli

### Honda Crossrunner (VFR 800 X)
La Crossrunner, è sostanzialmente una VFR 800 VTEC con una carrozzeria diversa, ma che resta in fondo una VFR; infatti, l'impostazione meccanica della moto riprende moltissimo dalla VTEC, adottando in pratica lo stesso motore, il telaio, il monobraccio, le sospensioni e i freni, limitandosi a cambiare solo lievemente le quote ciclistiche, le sovrastrutture, la strumentazione, lo scarico ed il tipo di frenata combinata; infatti, solo utilizzando il pedale del freno posteriore, si va ad azionare anche un pistoncino della pinza anteriore destra al posto dell'anteriore sinistra; questo è uno dei caratteri che differenziano la Cross Runner dalla VFR VTEC, dato che il Dual-CBS della VTEC viene sostituito dal C-ABS della 1200, che tra l'altro incorpora anche l'ABS di serie.
Concettualmente la moto riscuote notevole interesse, seppur la meccanica potrebbe suscitare qualche perplessità, dal momento è stata ripresa integralmente e senza alcuna modifica dalla VTEC, la nuova carrozzeria, dalle linee non proprio accattivanti al momento dell'uscita, diventerà poi punto di riferimento per i modelli successivi  (NC, Integra...).

### Honda Crosstourer 1200 (Honda VFR 1200 X)
È stata presentata al Salone EICMA di Milano nel 2010, mentre la sua introduzione sul mercato è avvenuta a partire dal 2011, diventando così non solo la prima motocicletta da enduro ad essere equipaggiata con un motore a 4 cilindri a V, ma anche la naturale sostituta della Varadero.
Inoltre, sono state messe in commercio, sia la versione dotata della trasmissione automatica a doppia frizione DCT, che quella dotata della versione a trasmissione manuale standard, sicuramente più adatta ad una guida su strade sterrate o comunque impegnative.